# Mikroregion Hustopečsko
Mikroregion Hustopečsko je svazek obcí v okresu Břeclav, jeho sídlem jsou Hustopeče a jeho cílem je regionální rozvoj obecně, cestovní ruch a životní prostředí. Sdružuje celkem 29 obcí a byl založen v roce 2002. Mikroregion se z velké části nachází ve Velkopavlovické vinařské podoblasti, okrajově i v Mikulovské vinařské podoblasti a je tak častým cílem vinařské turistiky a cykloturistiky na Jižní Moravě.

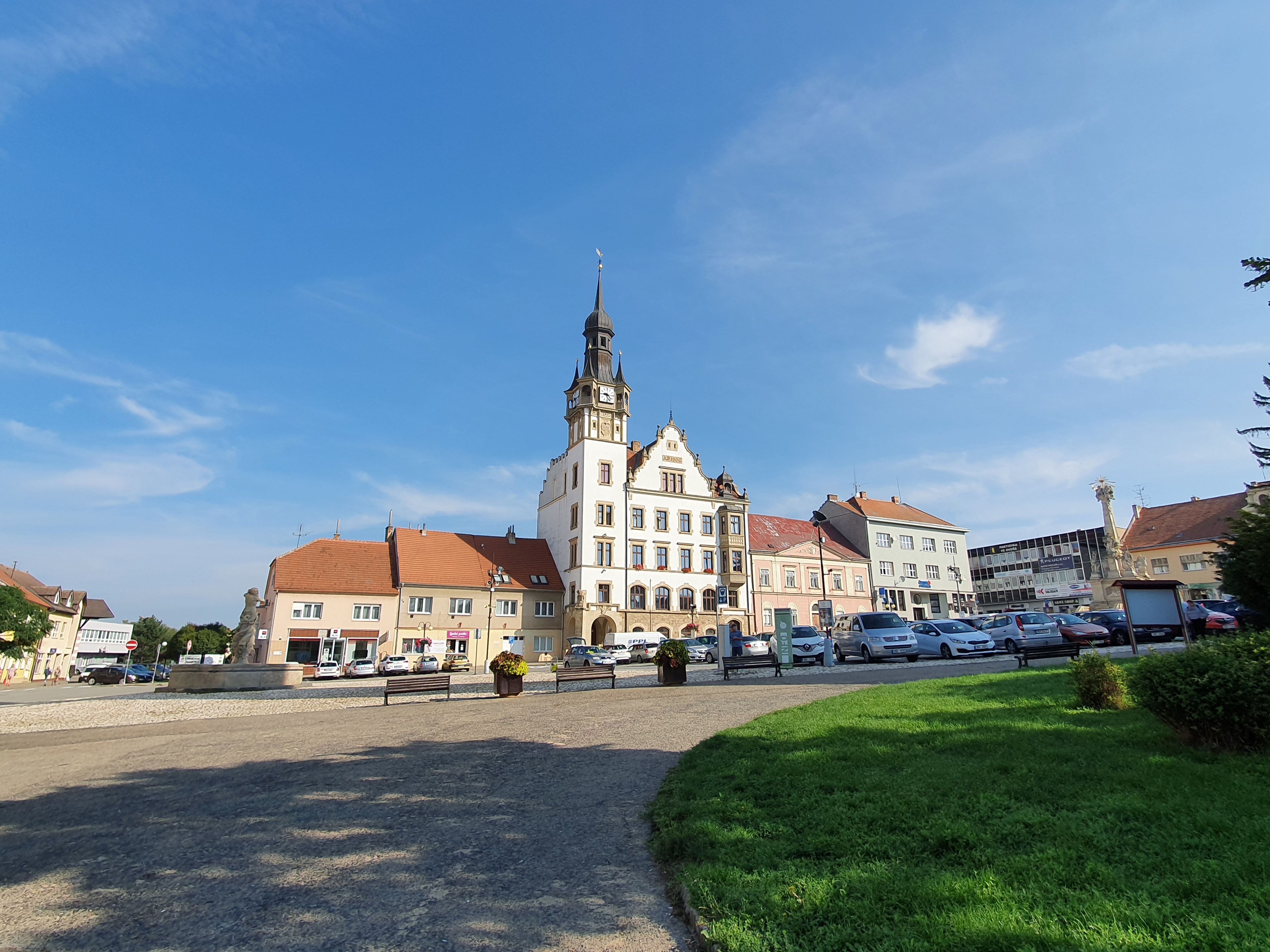
Hustopeče u Brna

## Obce sdružené v mikroregionu

Mapa mikroregionu Hustopečsko

- Boleradice
- Borkovany
- Bořetice
- Brumovice
- Diváky
- Horní Bojanovice
- Hustopeče
- Kašnice
- Klobouky u Brna
- Kobylí
- Krumvíř
- Křepice
- Kurdějov
- Morkůvky
- Němčičky
- Nikolčice
- Popice
- Pouzdřany
- Starovice
- Starovičky
- Strachotín
- Šakvice
- Šitbořice
- Uherčice
- Velké Hostěrádky
- Velké Němčice
- Velké Pavlovice
- Vrbice
- Zaječí